# نورم ديسيلفا
نورم ديسيلفا (بالإنجليزية: Norm deSilva)‏ مواليد 20 أغسطس 1985 في نيو بدفورد، هو مدرب كرة سلة أمريكي ولاعب معتزل. يدرب في دوري الرابطة الوطنية لفئة التطوير. يبلغ طوله 5 قدم 9 بوصة (1.8 م). درب آيوا إنرجي وفوشان دراليونز.